# FC Volendam in het seizoen 2016/17
Het seizoen 2016/17 van FC Volendam is het 62e seizoen van de Nederlandse betaaldvoetbalclub. De club speelt door het mislopen van het kampioenschap en play-offs tegen MVV Maastricht opnieuw in de Eerste divisie. Tevens doet het team mee aan de KNVB Beker.

Het tweede elftal van de club, Jong FC Volendam, komt dit seizoen voor het eerst uit in de Derde divisie.

## Selectie en staf

### Selectie
| Keepers                |           |            |                               |
| Hobie Verhulst         | Nederland | 02-04-1993 | MVV Maastricht (2014–2015)    |
| Jordi van Stappershoef | Nederland | 10-03-1996 | Jeugdopleiding                |
| Mitchel Michaelis      | Nederland | 01-07-1993 | OFC (2015−2016)               |
| Verdedigers            |           |            |                               |
| Ties Evers             | Nederland | 14-03-1991 | De Graafschap (2009−2014)     |
| Daan Klinkenberg       | Nederland | 12-01-1996 | Jeugdopleiding                |
| Paul Kok               | Nederland | 21-12-1994 | FC Oss (2014−2016)            |
| Jermano Lo Fo Sang     | Nederland | 11-11-1991 | OFC (2011−2014)               |
| Henny Schilder         | Nederland | 04-09-1984 | Jeugdopleiding                |
| Erik Schouten          | Nederland | 16-08-1991 | AZ (2010−2012)                |
| Nick Zeijlmans         | Nederland | 20-02-1996 | Jeugdopleiding                |
| Mohamed Betti*1        | Nederland | 19-03-1997 | Jeugdopleiding                |
| Middenvelders          |           |            |                               |
| Rafik El Hamdi         | Marokko   | 03-01-1994 | Jeugdopleiding                |
| Raoul Esseboom         | Nederland | 09-11-1992 | PSV (2011-2012)               |
| Kees Kwakman           | Nederland | 10-06-1983 | Bidvest Wits (2014−2015)      |
| Dylan Mertens          | Nederland | 20-07-1995 | Jeugdopleiding                |
| Nick Runderkamp        | Nederland | 06-08-1996 | Jeugdopleiding                |
| Joey Veerman*1         | Nederland | 19-11-1998 | Jeugdopleiding                |
| Kevin Visser           | Nederland | 19-07-1988 | Helmond Sport (2013−2016)     |
| Gerry Vlak             | Nederland | 25-03-1996 | Jeugdopleiding                |
| Aanvallers             |           |            |                               |
| Rodney Antwi           | Nederland | 03-11-1995 | FC Utrecht (2014−2017)        |
| Aaron Eyoma            | Engeland  | 22-09-1997 | Arsenal FC (tot 2017)         |
| Dennis van der Heijden | Nederland | 17-02-1997 | ADO Den Haag (2016-2017)      |
| Jordy Hilterman        | Nederland | 09-06-1996 | Jeugdopleiding                |
| Kevin van Kippersluis  | Nederland | 30-06-1993 | FC Utrecht (2014)             |
| Rihairo Meulens        | Curaçao   | 03-06-1988 | Zirə FK (2015−2016)           |
| Daniël van Son         | Nederland | 14-02-1994 | Jeugdopleiding                |
| Bert Steltenpool       | Nederland | 05-05-1994 | VV VVW (tot 2014)             |
| Enzo Stroo*1           | Nederland | 06-06-1994 | ZVV Zilvermeeuwen (2015−2016) |
| Jack Tuijp             | Nederland | 23-08-1983 | Ferencvárosi TC (2013−2015)   |
| Gyliano van Velzen     | Nederland | 14-04-1994 | FC Utrecht (2013−2015)        |

*1 Betreft een speler van Jong FC Volendam die minimaal één wedstrijd in het eerste elftal heeft gespeeld.

 = Aanvoerder

### Staf
| Naam              | Functie             |
| ----------------- | ------------------- |
| Robert Molenaar   | hoofdtrainer        |
| Berry Smit        | assistent-trainer   |
| Johan Steur       | assistent-trainer   |
| Bela Szenasi      | keeperstrainer      |
| André Dooijeweerd | fysiotherapeut      |
| Peter Visser      | hersteltrainer      |
| Jack Austin       | video-analist       |
| Klaas Smit        | teammanager         |
| Erik Scheltens    | clubarts            |
| Ruud Jacobs       | krachttrainer       |
| Martin Kuitert    | looptrainer         |
| Henk Veerman      | assistent-verzorger |

## Resultaten

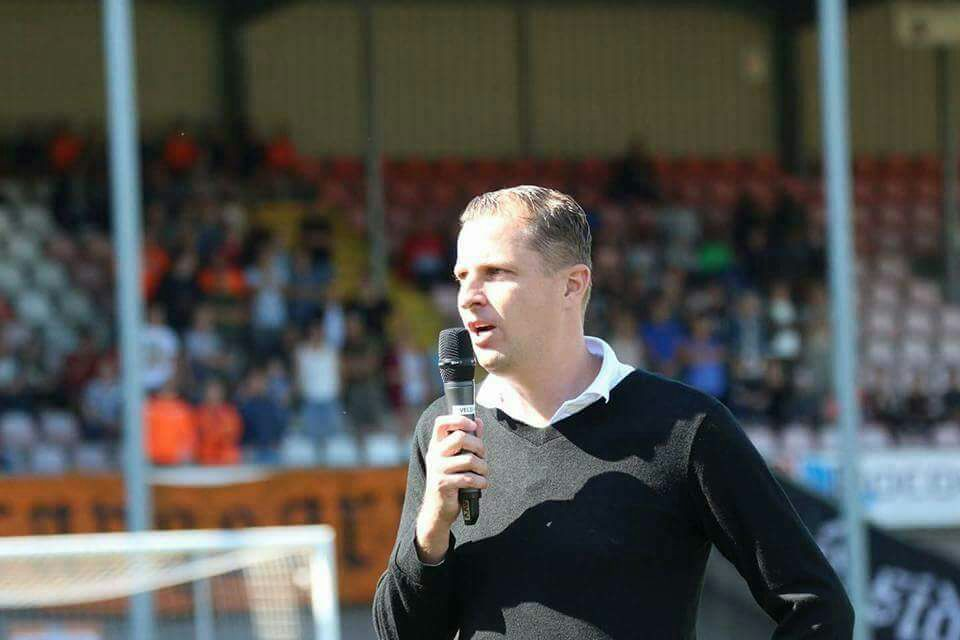
Jack Tuijp speelde zijn laatste seizoen voor de club

Een overzicht van de competities waaraan FC Volendam in het seizoen 2016-2017 deelneemt.
| Eerste divisie | KNVB beker  |
| -------------- | ----------- |
|                |             |
| Zesde          | Kwartfinale |

## Transfers

### Zomer
| Naam                | Nationaliteit | Van/naar          | Mutatietype       |
| ------------------- | ------------- | ----------------- | ----------------- |
| Inkomend            |               |                   |                   |
| Paul Kok            | Nederland     | FC Oss            | Transfer          |
| Kevin Visser        | Nederland     | Helmond Sport     | Transfer          |
| Mitchel Michaelis   | Nederland     | OFC               | Transfer          |
| Rihairo Meulens     | Curaçao       | Zirə FK           | Transfer          |
| Enzo Stroo          | Nederland     | ZVV Zilvermeeuwen | Transfer          |
| Uitgaand            |               |                   |                   |
| Gijs Luirink        | Nederland     | Gestopt           | Einde contract    |
| Jeroen Verhoeven    | Nederland     | ASV De Dijk       | Einde contract    |
| Guyon Philips       | Nederland     | Telstar           | Transfer          |
| Elson Hooi          | Curaçao       | NAC Breda         | Einde huurperiode |
| Soufiane Laghmouchi | Nederland     | AFC United        | Einde contract    |
| Denzel Prijor       | Nederland     | FC Lisse          | Einde contract    |
| Genridge Prijor     | Nederland     | FC Lisse          | Einde contract    |
| Randy Ababio        | Ghana         |                   | Einde contract    |
| Sofian Akouili      | Nederland     |                   | Einde contract    |
| Hilal Ben Moussa    | Nederland     |                   | Einde contract    |
| Johan Keizer        | Nederland     |                   | Einde contract    |

### Winter
| Naam                   | Nationaliteit | Van/naar     | Mutatietype         |
| ---------------------- | ------------- | ------------ | ------------------- |
| Inkomend               |               |              |                     |
| Rodney Antwi           | Nederland     | FC Utrecht   | Transfer            |
| Dennis van der Heijden | Nederland     | ADO Den Haag | Huur                |
| Aaron Eyoma            | Engeland      | Arsenal FC   | Huur                |
| Uitgaand               |               |              |                     |
| Jermano Lo Fo Sang     | Nederland     |              | Ontbinding contract |
| Gyliano van Velzen     | Nederland     | Roda JC      | Transfer            |

## Vriendschappelijke wedstrijden
| Wedstrijddetails                                          | Thuisploeg                                                                                                  | Uitslag                             | Uitploeg                        |
| --------------------------------------------------------- | --- | ----------------------------------- | ------------------------------- |
| 2 juli 2016 14:30 Sportpark De Beek Halsteren             | RKSV Halsteren                                                                                              | 3-2                                 | FC Volendam                     |
| 2 juli 2016 14:30 Sportpark De Beek Halsteren             | 6' Ferdy Yilmaz 37' Vlak (e.d.) 43' Yilmaz                                                                  | 1-0 2-0 3-0 3-1 3-2                 | 63' Tuijp 70' Visser            |
| 9 juli 2016 13:30 Sportpark De Koog Uitgeest              | AZ | 8-1                                 | FC Volendam                     |
| 9 juli 2016 13:30 Sportpark De Koog Uitgeest              | 5' Weghorst 18' Seuntjens 21' Weghorst 27' Weghorst 40' Seuntjens 52' Weghorst 74' Mühren 90' Mühren (pen.) | 1-0 2-0 3-0 4-0 5-0 6-0 7-0 7-1 8-1 | 80' Owusu Asare                 |
| 15 juli 2016 19:30 Kras Stadion Volendam                  | FC Volendam                                                                                                 | 1-3                                 | Sparta Rotterdam                |
| 15 juli 2016 19:30 Kras Stadion Volendam                  | Schouten | 1-0 1-1 1-2 1-3                     | Felicia Bai Kamara Alhaft       |
| 19 juli 2016 14:00 Kras Stadion Volendam                  | FC Volendam                                                                                                 | AFG.                                | VVCS                            |
| 19 juli 2016 14:00 Kras Stadion Volendam                  | |                                     |                                 |
| 19 juli 2016 14:00 Kras Stadion Volendam                  | FC Volendam                                                                                                 | 2-1                                 | Wooter Academy                  |
| 19 juli 2016 14:00 Kras Stadion Volendam                  | 51' Kwakman 71' Van Velzen                                                                                  | 0-1 1-1 2-1                         | 41' Pinas                       |
| 23 juli 2016 14:00 Rabobank IJmond Stadion Velsen-Zuid    | Telstar | 0-0                                 | FC Volendam                     |
| 23 juli 2016 14:00 Rabobank IJmond Stadion Velsen-Zuid    | |                                     |                                 |
| 26 juli 2016 19:30 Sportpark De Westmaat Spakenburg       | SV Spakenburg                                                                                               | GST.                                | FC Volendam                     |
| 26 juli 2016 19:30 Sportpark De Westmaat Spakenburg       | | 0-1                                 | 8' Tuijp                        |
| 30 juli 2016 15:00 Sportpark De Korte Woerden Waardenburg | FC Dordrecht                                                                                                | 0-1                                 | FC Volendam                     |
| 30 juli 2016 15:00 Sportpark De Korte Woerden Waardenburg | | 0-1                                 | 76' Meulens                     |
| 1 september 2016 12:00 MAC³PARK stadion Zwolle            | PEC Zwolle                                                                                                  | 2-0                                 | FC Volendam                     |
| 1 september 2016 12:00 MAC³PARK stadion Zwolle            | 18' Achahbar 89' Van Putten                                                                                 | 1-0 2-0                             |                                 |
| 6 oktober 2016 13:00 Kras Stadion Volendam                | FC Volendam                                                                                                 | 2-0                                 | Go Ahead Eagles                 |
| 6 oktober 2016 13:00 Kras Stadion Volendam                | 22' Schilder (pen.) 52' Stroo                                                                               | 1-0 2-0                             |                                 |
| 9 november 2016 12:00 Sportpark Skoatterwâld Heerenveen   | sc Heerenveen                                                                                               | 2-1                                 | FC Volendam                     |
| 9 november 2016 12:00 Sportpark Skoatterwâld Heerenveen   | 54' Johnsen 56' Veerman                                                                                     | 0-1 1-1 2-1                         | 11' Steltenpool                 |
| 7 januari 2017 15:00 Kras Stadion Volendam                | FC Volendam                                                                                                 | AFG.                                | USV Hercules                    |
| 7 januari 2017 15:00 Kras Stadion Volendam                | |                                     |                                 |
| 9 januari 2017 18:00 Kras Stadion Volendam                | FC Volendam                                                                                                 | 0-3                                 | FC Utrecht                      |
| 9 januari 2017 18:00 Kras Stadion Volendam                | | 0-1 0-2 0-3                         | 31' Ayoub 80' Haller 90' Venema |

## Eerste divisie

### Wedstrijden

##### Reguliere competitie
| Wedstrijddetails                                                         | Thuisploeg                                        | Uitslag                     | Uitploeg                                                                                               | Opstelling | Kaarten                                |
| ------------------------------------------------------------------------ | ------------------------------------------------- | --------------------------- | --- | --- | -------------------------------------- |
| Speelronde 1 5 augustus 2016 20:00 Kras Stadion Volendam                 | FC Volendam                                       | 1-1                         | Almere City FC                                                                                         | Verhulst Kok, Schouten, Schilder, Evers (82' Hilterman) Visser, Kwakman (65' Vlak) Tuijp, Van Velzen, Steltenpool, Meulens (57' Van Kippersluis)        |                                        |
| Speelronde 1 5 augustus 2016 20:00 Kras Stadion Volendam                 | 90+2' Hilterman                                   | 0-1 1-1                     | 50' Salasiwa                                                                                           | Verhulst Kok, Schouten, Schilder, Evers (82' Hilterman) Visser, Kwakman (65' Vlak) Tuijp, Van Velzen, Steltenpool, Meulens (57' Van Kippersluis)        |                                        |
| Speelronde 2 12 augustus 2016 20:00 Jan Louwers Stadion Eindhoven        | FC Eindhoven                                      | 0-1                         | FC Volendam                                                                                            | Verhulst Kok, Schouten, Schilder, Evers Visser, Kwakman Tuijp (87' Lo Fo Sang), Van Velzen, Steltenpool (62' Van Kippersluis), Meulens (79' Vlak)       |                                        |
| Speelronde 2 12 augustus 2016 20:00 Jan Louwers Stadion Eindhoven        |                                                   | 0-1                         | 72' Tuijp                                                                                              | Verhulst Kok, Schouten, Schilder, Evers Visser, Kwakman Tuijp (87' Lo Fo Sang), Van Velzen, Steltenpool (62' Van Kippersluis), Meulens (79' Vlak)       |                                        |
| Speelronde 3 19 augustus 2016 20:00 Kras Stadion Volendam                | FC Volendam                                       | 3-0                         | Telstar                                                                                                | Verhulst Kok, Schouten, Schilder, Evers Visser, Kwakman Tuijp, Van Velzen (78' Steltenpool), Van Kippersluis (90' Lo Fo Sang), Meulens (71' Van Son)    | 64' Schilder                           |
| Speelronde 3 19 augustus 2016 20:00 Kras Stadion Volendam                | 3' Meulens 15' Tuijp 37' Van Velzen               | 1-0 2-0 3-0                 | | Verhulst Kok, Schouten, Schilder, Evers Visser, Kwakman Tuijp, Van Velzen (78' Steltenpool), Van Kippersluis (90' Lo Fo Sang), Meulens (71' Van Son)    | 64' Schilder                           |
| Speelronde 4 22 augustus 2016 20:00 Stadion De Vliert 's-Hertogenbosch   | FC Den Bosch                                      | 2-5                         | FC Volendam                                                                                            | Verhulst Kok, Schouten, Schilder, Evers Visser, Kwakman Tuijp (86' Vlak), Van Velzen (84' Steltenpool), Van Kippersluis, Meulens (57' Van Son)          | 28' Meulens                            |
| Speelronde 4 22 augustus 2016 20:00 Stadion De Vliert 's-Hertogenbosch   | 26' Heymans 63' Regales                           | 0-1 1-1 1-2 1-3 2-3 2-4 2-5 | 3' Meulens 40' Meulens 55' Van Velzen 64' Van Velzen 74' Tuijp                                         | Verhulst Kok, Schouten, Schilder, Evers Visser, Kwakman Tuijp (86' Vlak), Van Velzen (84' Steltenpool), Van Kippersluis, Meulens (57' Van Son)          | 28' Meulens                            |
| Speelronde 5 26 augustus 2016 20:00 Kras Stadion Volendam                | FC Volendam                                       | 0-1                         | FC Emmen                                                                                               | Verhulst Kok, Schouten, Schilder, Evers Visser, Kwakman, Van Kippersluis Van Velzen, Tuijp (78' Steltenpool), Van Son                                   | 45+1' Kwakman 89' Schouten             |
| Speelronde 5 26 augustus 2016 20:00 Kras Stadion Volendam                |                                                   | 0-1                         | 17' Peters                                                                                             | Verhulst Kok, Schouten, Schilder, Evers Visser, Kwakman, Van Kippersluis Van Velzen, Tuijp (78' Steltenpool), Van Son                                   | 45+1' Kwakman 89' Schouten             |
| Speelronde 6 9 september 2016 20:00 Seacon Stadion - De Koel - Venlo     | VVV-Venlo                                         | 0-1                         | FC Volendam                                                                                            | Verhulst Kok, Schouten, Schilder, Evers Visser, Veerman (77' Esseboom) Van Velzen, Tuijp (82' Lo Fo Sang), Van Son, Kippersluis (90+4' Hilterman)       | 20' Veerman 88' Verhulst 90+1' Van Son |
| Speelronde 6 9 september 2016 20:00 Seacon Stadion - De Koel - Venlo     |                                                   | 0-1                         | 28' Tuijp                                                                                              | Verhulst Kok, Schouten, Schilder, Evers Visser, Veerman (77' Esseboom) Van Velzen, Tuijp (82' Lo Fo Sang), Van Son, Kippersluis (90+4' Hilterman)       | 20' Veerman 88' Verhulst 90+1' Van Son |
| Speelronde 7 16 september 2016 20:00 Kras Stadion Volendam               | FC Volendam                                       | 2-2                         | Jong FC Utrecht                                                                                        | Verhulst Kok, Schouten, Schilder, Evers Visser, Kwakman, Van Kippersluis Van Velzen, Tuijp (87' El Hamdi), Van Son (78' Steltenpool)                    | 82' Schilder 84' Kwakman 85' Tuijp     |
| Speelronde 7 16 september 2016 20:00 Kras Stadion Volendam               | 12' Tuijp 69' Tuijp                               |                             | 49' Peterson 83' Rosheuvel (pen.)                                                                      | Verhulst Kok, Schouten, Schilder, Evers Visser, Kwakman, Van Kippersluis Van Velzen, Tuijp (87' El Hamdi), Van Son (78' Steltenpool)                    | 82' Schilder 84' Kwakman 85' Tuijp     |
| Speelronde 8 24 september 2016 19:45 Riwal Hoogwerkers Stadion Dordrecht | FC Dordrecht                                      | 1-0                         | FC Volendam                                                                                            | Verhulst Kok, Schouten, Schilder, Evers (80' Steltenpool) Visser (58' Vlak), Veerman, Van Kippersluis Van Velzen (60' Lo Fo Sang), Tuijp, Van Son       | 68' Kok                                |
| Speelronde 8 24 september 2016 19:45 Riwal Hoogwerkers Stadion Dordrecht | 29' Da Cruz                                       | 1-0                         | | Verhulst Kok, Schouten, Schilder, Evers (80' Steltenpool) Visser (58' Vlak), Veerman, Van Kippersluis Van Velzen (60' Lo Fo Sang), Tuijp, Van Son       | 68' Kok                                |
| Speelronde 9 30 september 2016 20:00 Kras Stadion Volendam               | FC Volendam                                       | 2-1                         | NAC Breda                                                                                              | Verhulst Kok, Schouten, Schilder, Evers Visser, Kwakman, Van Kippersluis Van Velzen, Steltenpool (61' Van Stappershoef), Van Son (90+1' Esseboom)       | 39' Van Kippersluis 58' Verhulst       |
| Speelronde 9 30 september 2016 20:00 Kras Stadion Volendam               | 53' Kwakman 89' Van Kippersluis (pen.)            | 0-1 1-1 2-1                 | 25' Dessers                                                                                            | Verhulst Kok, Schouten, Schilder, Evers Visser, Kwakman, Van Kippersluis Van Velzen, Steltenpool (61' Van Stappershoef), Van Son (90+1' Esseboom)       | 39' Van Kippersluis 58' Verhulst       |
| Speelronde 10 14 oktober 2016 20:00 Lavans Stadion Helmond               | Helmond Sport                                     | 2-0                         | FC Volendam                                                                                            | Van Stappershoef Kok, Schouten, Schilder, Lo Fo Sang (81' Steltenpool) Visser, Kwakman, Van Kippersluis Van Velzen, Tuijp, Van Son                      | 23' Visser 83' Van Kippersluis         |
| Speelronde 10 14 oktober 2016 20:00 Lavans Stadion Helmond               | 16' Zeldenrust 63' Ten Den                        | 1-0 2-0                     | | Van Stappershoef Kok, Schouten, Schilder, Lo Fo Sang (81' Steltenpool) Visser, Kwakman, Van Kippersluis Van Velzen, Tuijp, Van Son                      | 23' Visser 83' Van Kippersluis         |
| Speelronde 11 21 oktober 2016 20:00 Kras Stadion Volendam                | FC Volendam                                       | 1-1                         | Jong Ajax                                                                                              | Verhulst Kok, Schouten, Schilder, Betti (91' Lo Fo Sang) Veerman, Kwakman, Van Kippersluis (77' Steltenpool) Van Velzen, Tuijp, Van Son                 | 50' Veerman                            |
| Speelronde 11 21 oktober 2016 20:00 Kras Stadion Volendam                | 32' Van Kippersluis 64' V. Kippersluis (pen.)     | 1-0 1-1                     | 87' Černý                                                                                              | Verhulst Kok, Schouten, Schilder, Betti (91' Lo Fo Sang) Veerman, Kwakman, Van Kippersluis (77' Steltenpool) Van Velzen, Tuijp, Van Son                 | 50' Veerman                            |
| Speelronde 12 28 oktober 2016 20:00 De Geusselt Maastricht               | MVV Maastricht                                    | 1-2                         | FC Volendam                                                                                            | Verhulst Kok, Schouten, Schilder, Betti Veerman, Kwakman, Van Kippersluis (90+2' Esseboom) Van Velzen, Tuijp (71' Steltenpool), Van Son (89' Vlak)      | 70' Kwakman                            |
| Speelronde 12 28 oktober 2016 20:00 De Geusselt Maastricht               | 70' Ciranni                                       | 0-1 1-1 1-2                 | 37' Van Son 87' Steltenpool                                                                            | Verhulst Kok, Schouten, Schilder, Betti Veerman, Kwakman, Van Kippersluis (90+2' Esseboom) Van Velzen, Tuijp (71' Steltenpool), Van Son (89' Vlak)      | 70' Kwakman                            |
| Speelronde 13 4 november 2016 20:00 Cambuurstadion Leeuwarden            | SC Cambuur                                        | 2-1                         | FC Volendam                                                                                            | Verhulst Kok, Schouten, Schilder, Betti Veerman, Kwakman, Van Kippersluis Van Velzen, Tuijp (69' Steltenpool), Van Son                                  | 81' Veerman                            |
| Speelronde 13 4 november 2016 20:00 Cambuurstadion Leeuwarden            | 72' Van de Streek 90+3' Barto                     | 0-1 1-1 2-1                 | 16' Van Kippersluis                                                                                    | Verhulst Kok, Schouten, Schilder, Betti Veerman, Kwakman, Van Kippersluis Van Velzen, Tuijp (69' Steltenpool), Van Son                                  | 81' Veerman                            |
| Speelronde 14 18 november 2016 20:00 Kras Stadion Volendam               | FC Volendam                                       | 1-1                         | RKC Waalwijk                                                                                           | Verhulst Kok, Schouten, Schilder, Betti (69' Steltenpool) Veerman, Kwakman, Van Kippersluis Van Velzen, Tuijp (87' Meulens), Van Son (46' Visser)       |                                        |
| Speelronde 14 18 november 2016 20:00 Kras Stadion Volendam               | 69' Kok                                           | 0-1 1-1                     | 55' Langedijk                                                                                          | Verhulst Kok, Schouten, Schilder, Betti (69' Steltenpool) Veerman, Kwakman, Van Kippersluis Van Velzen, Tuijp (87' Meulens), Van Son (46' Visser)       |                                        |
| Speelronde 15 25 november 2016 20:00 Kras Stadion Volendam               | FC Volendam                                       | 1-0                         | Jong PSV                                                                                               | Verhulst Kok, Schouten, Schilder, Betti Kwakman, Veerman, Visser (81' Meulens) Van Velzen, Tuijp (81' Hilterman), Van Kippersluis                       | 75' Van Kippersluis                    |
| Speelronde 15 25 november 2016 20:00 Kras Stadion Volendam               | 59' Van Kippersluis                               | 1-0                         | | Verhulst Kok, Schouten, Schilder, Betti Kwakman, Veerman, Visser (81' Meulens) Van Velzen, Tuijp (81' Hilterman), Van Kippersluis                       | 75' Van Kippersluis                    |
| Speelronde 16 28 november 2016 20:00 Stadion De Vijverberg Doetinchem    | De Graafschap                                     | 1-1                         | FC Volendam                                                                                            | Verhulst Kok, Schouten, Schilder, Evers Kwakman, Van Kippersluis, Visser (90+1' Esseboom) Van Velzen, Steltenpool, Van Son (72' Meulens)                |                                        |
| Speelronde 16 28 november 2016 20:00 Stadion De Vijverberg Doetinchem    | 86' Parzyszek                                     | 0-1 1-1                     | 84' Meulens                                                                                            | Verhulst Kok, Schouten, Schilder, Evers Kwakman, Van Kippersluis, Visser (90+1' Esseboom) Van Velzen, Steltenpool, Van Son (72' Meulens)                |                                        |
| Speelronde 17 2 december 2016 20:00 Kras Stadion Volendam                | FC Volendam                                       | 3-0                         | Fortuna Sittard                                                                                        | Verhulst Kok, Schouten, Schilder, Betti Kwakman, Veerman, Visser Van Velzen, Tuijp (81' Steltenpool), Van Kippersluis (84' Meulens)                     |                                        |
| Speelronde 17 2 december 2016 20:00 Kras Stadion Volendam                | 35' Kwakman 75' Van Kippersluis 90+1' Steltenpool | 1-0 2-0 3-0                 | | Verhulst Kok, Schouten, Schilder, Betti Kwakman, Veerman, Visser Van Velzen, Tuijp (81' Steltenpool), Van Kippersluis (84' Meulens)                     |                                        |
| Speelronde 18 9 december 2016 20:00 Sportpark De Heikant Groesbeek       | Achilles '29                                      | 0-6                         | FC Volendam                                                                                            | Verhulst Kok, Schouten, Schilder, Betti Kwakman (70' Van Son), Van Kippersluis, Veerman Van Velzen, Tuijp (61' Meulens), Visser                         |                                        |
| Speelronde 18 9 december 2016 20:00 Sportpark De Heikant Groesbeek       |                                                   | 0-1 0-2 0-3 0-4 0-5 0-6     | 16' Van Kippersluis 23' Visser 32' Van Kippersluis 52' Kwakman 64' Van Kippersluis 73' Schilder (pen.) | Verhulst Kok, Schouten, Schilder, Betti Kwakman (70' Van Son), Van Kippersluis, Veerman Van Velzen, Tuijp (61' Meulens), Visser                         |                                        |
| Speelronde 19 16 december 2016 20:00 Kras Stadion Volendam               | FC Volendam                                       | 3-1                         | FC Oss                                                                                                 | Verhulst Kok, Schouten, Schilder, Betti Kwakman, Van Kippersluis (82' Steltenpool), Veerman Van Velzen, Tuijp, Van Son                                  |                                        |
| Speelronde 19 16 december 2016 20:00 Kras Stadion Volendam               | 58' Tuijp 72' Van Kippersluis 77' Kwakman         | 1-0 2-0 3-0 3-1             | 88' Mathieu (pen.)                                                                                     | Verhulst Kok, Schouten, Schilder, Betti Kwakman, Van Kippersluis (82' Steltenpool), Veerman Van Velzen, Tuijp, Van Son                                  |                                        |
| Speelronde 20 13 januari 2017 20:00 Yanmar Stadion Almere                | Almere City FC                                    | 2-2                         | FC Volendam                                                                                            | Verhulst Kok, Schouten, Schilder (50' Esseboom), Betti Kwakman, Veerman, Visser Van Velzen, Tuijp (57' Van Kippersluis), Steltenpool                    | 87' Visser                             |
| Speelronde 20 13 januari 2017 20:00 Yanmar Stadion Almere                | 7' Salasiwa 65' Rijsdijk                          | 1-0 1-1 1-2 2-2             | 41' Visser 44' Steltenpool                                                                             | Verhulst Kok, Schouten, Schilder (50' Esseboom), Betti Kwakman, Veerman, Visser Van Velzen, Tuijp (57' Van Kippersluis), Steltenpool                    | 87' Visser                             |
| Speelronde 21 20 januari 2017 20:00 Kras Stadion Volendam                | FC Volendam                                       | 3-1                         | FC Eindhoven                                                                                           | Verhulst Kok, Schouten, Schilder, Betti Kwakman, Veerman, Visser (89' Van Son) Van Velzen, Steltenpool, Van Kippersluis (84' Meulens)                   |                                        |
| Speelronde 21 20 januari 2017 20:00 Kras Stadion Volendam                | 55' Visser 58' Veerman 73' Veerman                | 0-1 1-1 2-1 3-1             | 47' Uiterloo                                                                                           | Verhulst Kok, Schouten, Schilder, Betti Kwakman, Veerman, Visser (89' Van Son) Van Velzen, Steltenpool, Van Kippersluis (84' Meulens)                   |                                        |
| Speelronde 22 27 januari 2017 20:00 Rabobank IJmond Stadion Velsen-Zuid  | Telstar                                           | 0-1                         | FC Volendam                                                                                            | Verhulst Kok, Schouten, Schilder, Betti Kwakman, Veerman (90+1' Esseboom), Visser Van Velzen, Steltenpool, Van Kippersluis (88' Meulens)                |                                        |
| Speelronde 22 27 januari 2017 20:00 Rabobank IJmond Stadion Velsen-Zuid  |                                                   | 0-1                         | 26' Veerman                                                                                            | Verhulst Kok, Schouten, Schilder, Betti Kwakman, Veerman (90+1' Esseboom), Visser Van Velzen, Steltenpool, Van Kippersluis (88' Meulens)                |                                        |
| Speelronde 23 3 februari 2017 20:00 De JENS Vesting Emmen                | FC Emmen                                          | 3-1                         | FC Volendam                                                                                            | Verhulst Kok, Schouten (86' Stroo), Schilder, Betti Van Kippersluis, Kwakman, Veerman (68' Van Son), Visser Steltenpool, Van der Heijden                | 47' Veerman 57' Betti 85' Kok          |
| Speelronde 23 3 februari 2017 20:00 De JENS Vesting Emmen                | 17' Klok 42' Olijve 85' Peters (pen.)             | 1-0 2-0 2-1 3-1             | 79' Steltenpool                                                                                        | Verhulst Kok, Schouten (86' Stroo), Schilder, Betti Van Kippersluis, Kwakman, Veerman (68' Van Son), Visser Steltenpool, Van der Heijden                | 47' Veerman 57' Betti 85' Kok          |
| Speelronde 24 6 februari 2017 20:00 Kras Stadion Volendam                | FC Volendam                                       | 2-1                         | FC Den Bosch                                                                                           | Verhulst Kok, Schouten, Schilder, Betti Van Kippersluis, Kwakman, Veerman, Visser (79' Vlak) Steltenpool (82' Tuijp), Van der Heijden (82' Stroo)       | 88' Schouten                           |
| Speelronde 24 6 februari 2017 20:00 Kras Stadion Volendam                | 19' Kwakman 90+3' Van Kippersluis                 | 1-0 1-1 2-1                 | 78' Regales                                                                                            | Verhulst Kok, Schouten, Schilder, Betti Van Kippersluis, Kwakman, Veerman, Visser (79' Vlak) Steltenpool (82' Tuijp), Van der Heijden (82' Stroo)       | 88' Schouten                           |
| Speelronde 25 13 februari 2017 20:00 Stadion Galgenwaard Utrecht         | Jong FC Utrecht                                   | 2-4                         | FC Volendam                                                                                            | Verhulst Kok, Schouten, Schilder, Betti Van Kippersluis, Kwakman, Veerman (72' Esseboom), Visser (68' Van Son) Steltenpool, Van der Heijden (81' Tuijp) | 26' Veerman 27' Schouten 90+3' Kok     |
| Speelronde 25 13 februari 2017 20:00 Stadion Galgenwaard Utrecht         | 53' Venema 71' Kerk                               | 0-1 1-1 1-2 2-2 2-3 2-4     | 38' Van der Heijden 65' Steltenpool 84' Schilder (pen.) 90+2' Steltenpool                              | Verhulst Kok, Schouten, Schilder, Betti Van Kippersluis, Kwakman, Veerman (72' Esseboom), Visser (68' Van Son) Steltenpool, Van der Heijden (81' Tuijp) | 26' Veerman 27' Schouten 90+3' Kok     |
| Speelronde 26 17 februari 2017 20:00 Kras Stadion Volendam               | FC Volendam                                       | 0-1                         | VVV-Venlo                                                                                              | Verhulst Kok, Schouten, Schilder, Betti Van Kippersluis, Kwakman, Esseboom (58' Tuijp), Visser Steltenpool, Van der Heijden (85' Stroo)                 | 77', 81' Kok 89' Tuijp                 |
| Speelronde 26 17 februari 2017 20:00 Kras Stadion Volendam               |                                                   | 0-1                         | 9' Rutten                                                                                              | Verhulst Kok, Schouten, Schilder, Betti Van Kippersluis, Kwakman, Esseboom (58' Tuijp), Visser Steltenpool, Van der Heijden (85' Stroo)                 | 77', 81' Kok 89' Tuijp                 |
| Speelronde 27 24 februari 2017 20:00 Rat Verlegh Stadion Breda           | NAC Breda                                         | 1-0                         | FC Volendam                                                                                            | |                                        |
| Speelronde 27 24 februari 2017 20:00 Rat Verlegh Stadion Breda           |                                                   |                             | | |                                        |
| Speelronde 28 3 maart 2017 20:00 Kras Stadion Volendam                   | FC Volendam                                       | 1-1                         | FC Dordrecht                                                                                           | |                                        |
| Speelronde 28 3 maart 2017 20:00 Kras Stadion Volendam                   |                                                   |                             | | |                                        |
| Speelronde 29 10 maart 2017 20:00 Kras Stadion Volendam                  | FC Volendam                                       | 1-0                         | Helmond Sport                                                                                          | |                                        |
| Speelronde 29 10 maart 2017 20:00 Kras Stadion Volendam                  |                                                   |                             | | |                                        |
| Speelronde 30 13 maart 2017 20:00 Sportpark De Toekomst Amsterdam        | Jong Ajax                                         | 1-1                         | FC Volendam                                                                                            | |                                        |
| Speelronde 30 13 maart 2017 20:00 Sportpark De Toekomst Amsterdam        |                                                   |                             | | |                                        |
| Speelronde 31 19 maart 2017 14:30 Kras Stadion Volendam                  | FC Volendam                                       | 1-1                         | SC Cambuur                                                                                             | |                                        |
| Speelronde 31 19 maart 2017 14:30 Kras Stadion Volendam                  |                                                   |                             | | |                                        |
| Speelronde 32 31 maart 2017 20:00 Mandemakers Stadion Waalwijk           | RKC Waalwijk                                      | 1-4                         | FC Volendam                                                                                            | |                                        |
| Speelronde 32 31 maart 2017 20:00 Mandemakers Stadion Waalwijk           |                                                   |                             | | |                                        |
| Speelronde 33 10 april 2017 20:00 De Herdgang Eindhoven                  | Jong PSV                                          | 2-0                         | FC Volendam                                                                                            | |                                        |
| Speelronde 33 10 april 2017 20:00 De Herdgang Eindhoven                  |                                                   |                             | | |                                        |
| Speelronde 34 14 april 2017 20:00 Kras Stadion Volendam                  | FC Volendam                                       | 2-2                         | De Graafschap                                                                                          | |                                        |
| Speelronde 34 14 april 2017 20:00 Kras Stadion Volendam                  |                                                   |                             | | |                                        |
| Speelronde 35 17 april 2017 14:30 Kras Stadion Volendam                  | FC Volendam                                       | 1-2                         | Achilles '29                                                                                           | |                                        |
| Speelronde 35 17 april 2017 14:30 Kras Stadion Volendam                  |                                                   |                             | | |                                        |
| Speelronde 36 21 april 2017 20:00 Frans Heesenstadion Oss                | FC Oss                                            | 2-2                         | FC Volendam                                                                                            | |                                        |
| Speelronde 36 21 april 2017 20:00 Frans Heesenstadion Oss                |                                                   |                             | | |                                        |
| Speelronde 37 28 april 2017 20:00 Kras Stadion Volendam                  | FC Volendam                                       | 3-1                         | MVV Maastricht                                                                                         | |                                        |
| Speelronde 37 28 april 2017 20:00 Kras Stadion Volendam                  |                                                   |                             | | |                                        |
| Speelronde 38 5 mei 2017 20:00 Fortuna Sittard Stadion Sittard           | Fortuna Sittard                                   | 3-0                         | FC Volendam                                                                                            | |                                        |
| Speelronde 38 5 mei 2017 20:00 Fortuna Sittard Stadion Sittard           |                                                   |                             | | |                                        |

### Overzicht
| Speeldag  | 1  | 2 | 3 | 4  | 5  | 6  | 7  | 8  | 9  | 10 | 11 | 12 | 13 | 14 | 15 | 16 | 17 | 18 | 19 | 20 | 21 | 22 | 23 | 24 | 25 | 26 | 27 | 28 | 29 | 30 | 31 | 32 | 33 | 34 | 35 | 36 | 37 | 38 |
| --------- | -- | - | - | -- | -- | -- | -- | -- | -- | -- | -- | -- | -- | -- | -- | -- | -- | -- | -- | -- | -- | -- | -- | -- | -- | -- | -- | -- | -- | -- | -- | -- | -- | -- | -- | -- | -- | -- |
| Resultaat | g  | w | w | w  | v  | w  | g  | v  | w  | v  | g  | w  | v  | g  | w  | g  | w  | w  | w  | g  | w  | w  | v  | w  | w  | v  | v  | g  | w  | g  | g  | w  | v  | g  | v  | g  | w  | v  |
| Punten    | 1  | 4 | 7 | 10 | 10 | 13 | 14 | 14 | 17 | 17 | 18 | 21 | 21 | 22 | 25 | 26 | 29 | 32 | 35 | 36 | 39 | 42 | 42 | 45 | 48 | 48 | 48 | 49 | 52 | 53 | 54 | 57 | 57 | 58 | 58 | 59 | 62 | 62 |
| Positie   | 12 | 7 | 3 | 2  | 4  | 3  | 2  | 5  | 3  | 5  | 8  | 7  | 8  | 8  | 8  | 8  | 6  | 4  | 4  | 4  | 4  | 3  | 3  | 3  | 3  | 3  | 4  | 4  | 3  | 5  | 5  | 3  | 5  | 5  | 5  | 5  | 5  | 6  |

## KNVB beker

### Wedstrijden
| Wedstrijddetails                              | Thuisploeg                                                 | Uitslag                 | Uitploeg                             | Opstelling | Kaarten                             |
| --------------------------------------------- | ---------------------------------------------------------- | ----------------------- | ------------------------------------ | --- | ----------------------------------- |
| Eerste ronde                                  |                                                            |                         |                                      | |                                     |
| 20 september 2016 20:00 Kras Stadion Volendam | FC Volendam                                                | 3-3 (5-4 pen.)          | MVV Maastricht                       | Verhulst Kok, Schouten, Schilder, Evers Visser, Veerman (106' El Hamdi), Van Kippersluis Van Velzen, Tuijp (83' Steltenpool), Van Son (98' Vlak)    | 24' Veerman 110' Vlak 120' El Hamdi |
| 20 september 2016 20:00 Kras Stadion Volendam | 52' Tuijp 71' Tuijp 78' Tuijp                              | 0-1 0-2 1-2 1-3 2-3 3-3 | 20' Pedro 34' Verheijdt 62' Schroyen | Verhulst Kok, Schouten, Schilder, Evers Visser, Veerman (106' El Hamdi), Van Kippersluis Van Velzen, Tuijp (83' Steltenpool), Van Son (98' Vlak)    | 24' Veerman 110' Vlak 120' El Hamdi |
| Tweede ronde                                  |                                                            |                         |                                      | |                                     |
| 25 oktober 2016 20:00 Kras Stadion Volendam   | FC Volendam                                                | 2-1 n.v.                | Almere City FC                       | Verhulst Kok, Schouten, Schilder, Betti (106' Steltenpool) Kwakman, Van Kippersluis, Veerman (90+2' El Hamdi) Van Velzen, Tuijp, Van Son (71' Vlak) |                                     |
| 25 oktober 2016 20:00 Kras Stadion Volendam   | 106' Kwakman 115' Steltenpool                              | 0-1 1-1 2-1             | 105' Ramsteijn                       | Verhulst Kok, Schouten, Schilder, Betti (106' Steltenpool) Kwakman, Van Kippersluis, Veerman (90+2' El Hamdi) Van Velzen, Tuijp, Van Son (71' Vlak) |                                     |
| Achtste finale                                |                                                            |                         |                                      | |                                     |
| 13 december 2016 18:30 Kras Stadion Volendam  | FC Volendam                                                | 4-1                     | VVSB                                 | Verhulst Evers, Schouten, Schilder, Betti Kwakman, Van Kippersluis (87' Steltenpool), Veerman Van Velzen, Tuijp, Visser (80' Meulens)               | 72' Schouten                        |
| 13 december 2016 18:30 Kras Stadion Volendam  | 5' Schouten 15' Kwakman 31' Van Velzen 62' Van Kippersluis | 1-0 1-1 2-1 3-1 4-1     | 13' Serbony                          | Verhulst Evers, Schouten, Schilder, Betti Kwakman, Van Kippersluis (87' Steltenpool), Veerman Van Velzen, Tuijp, Visser (80' Meulens)               | 72' Schouten                        |
| Kwartfinale                                   |                                                            |                         |                                      | |                                     |
| 24 januari 2017 20:45 Kras Stadion Volendam   | FC Volendam                                                | 1-1 (5-6 pen.)          | Sparta Rotterdam                     | Verhulst Kok, Schouten, Schilder, Betti (102' Evers) Kwakman, Veerman (129' Vlak), Visser Van Velzen (102' Meulens), Steltenpool, Van Kippersluis   |                                     |
| 24 januari 2017 20:45 Kras Stadion Volendam   | 120' Steltenpool                                           | 0-1 1-1                 | 118' Verhaar                         | Verhulst Kok, Schouten, Schilder, Betti (102' Evers) Kwakman, Veerman (129' Vlak), Visser Van Velzen (102' Meulens), Steltenpool, Van Kippersluis   |                                     |

Achilles '29 ·
Almere City FC ·
SC Cambuur ·
FC Den Bosch ·
FC Dordrecht ·
FC Eindhoven ·
FC Emmen ·
Fortuna Sittard ·
De Graafschap ·
Helmond Sport ·
Jong Ajax ·
Jong PSV ·
Jong FC Utrecht ·
MVV Maastricht ·
NAC Breda ·
FC Oss ·
RKC Waalwijk ·
Telstar ·
FC Volendam ·
VVV-Venlo